# Doraemon - Il film: Nobita e le piccole guerre stellari 2021
Doraemon - Il film: Nobita e le piccole guerre stellari 2021 (映画ドラえもん のび太の宇宙 小 戦争2021?, Eiga Doraemon: Nobita no uchū ko sensō 2021) è il quarantunesimo film d'animazione tratto dalla serie Doraemon di Fujiko F. Fujio, scritto da Dai Satō e diretto da Shin Yamaguchi. La pellicola è il rifacimento di Doraemon: Nobita no little Star Wars (1985).

## Trama
Doraemon e Nobita fanno la conoscenza di Papi, un piccolo alieno fuggito dal suo pianeta in seguito a una tremenda guerra. Insieme a Gian, Suneo e Shizuka decidono così di aiutare Papi a riportare la pace sul suo pianeta.

## Distribuzione
Doraemon - Il film: Nobita e le piccole guerre stellari 2021 è stato annunciato ufficialmente il 15 novembre 2020, insieme alla colonna sonora ufficiale: Universe, del gruppo Official Hige Dandism.
In Giappone la pellicola doveva essere distribuita dalla Toho a partire dal 5 marzo 2021, ma a causa della pandemia del COVID-19, è stata posticipata al 4 marzo 2022. In Italia la pellicola è stata distribuita dalla Plaion mediante la propria etichetta Anime Factory direttamente in home video, a partire dal 13 luglio 2023.

### Edizione italiana
Il doppiaggio italiano di Doraemon - Il film: Nobita e le piccole guerre stellari 2021 è stato eseguito a Milano presso Molok Studios, su traduzione dal giapponese di Giulia Magni e dialoghi di Ariela La Stella; la direzione del doppiaggio è a cura di Davide Garbolino.